# 书记
书记原指負責紀錄資料或負責繕寫文件的人員，但在一些共產主義政黨中，指一些政党和政党型社团主持日常事务的領導人，其最高領導人一般稱「總書記」或「第一書記」。

## 共產主義政黨
在共產主义政党和组织中，由书记组成的党委员会（党委）或书记处的最高负责人，一般称为“书记”或“第一书记”，在“第一书记”下面的书记成员有時还分设副书记、第二书记、第三书记、本处书记、常务书记、事务书记、候补书记等。
在中国大陆，中国共产党中央委员会、中国共青团、中华全国总工会、全国妇女联合会等全国性社团的全国委员会都设有书记处，中国共产党和中国共青团的地方委员会设有书记和副书记职务。中国共产党的地方委员会的书记、副书记不但是其委员会各项决议、决定的执行者，还拥有绝对的决策权与干部人事提名权。在中国共产党干部体系中，由中央到地方按级别高低排列，分别是中央总书记、省委书记、自治区党委书记、市委书记、县委书记、乡委书记、镇委书记。
而各國共產黨的部分职务稱為書記，是成立初時翻譯蘇聯共產黨的「書記」而來，俄國歷史上，14至17世紀國家機關主事的官員亦稱「書記」。「書記」故意在語意上為低位階，訴求為民做事、不作官僚，但實際上書記比起同樣位階的省長或市長更大，在一黨專政國家以黨領政，以黨領軍的政治教條下，書記才是真正的一把手。
在中國大陆，除了中國共產黨所直屬的黨政機關和黨的附屬事業外，學校、达到一定规模的公司企业（特別是國營企業）、軍隊、社會團體等部門都有共產黨建立的支部與领导其的黨委書記的存在。

## 台湾
在臺灣，書記只是普通名詞，通常與秘書、文書人員、辦事員同義，如各級法院與檢察官的紀錄員，官銜為「書記官」。由於政治環境迥異，台灣用語並不包含共产党那般黨職或領導人的意義在內。

## 香港
在香港，書記是文員的舊稱。

## 佛教
書記也是漢傳佛教寺院僧侶的一種職稱，負責文書、方丈往來書信和編輯法會上的回向文、懺悔文等的執事法師。

## 另見
- 總書記
- 黨委書記
- 中国共产党中央书记处